# Saw V
Saw V er en canadisk-amerikansk horrorfilm fra 2008, instrueret af David Hackl og skrevet af Patrick Melton og Marcus Dunstan med Tobin Bell, Costas Mandylor og Scott Patterson i hovedrollerne. Filmen er den femte i Saw-serien, og havde premiere den 23. oktober 2008 i Australien og 24. oktober i Nordamerika.
David Hackl, der var produktionsdesigner på Saw II, III og IV, og med-instruktør på Saw III og IV fik sin debut som instruktør med Saw V. Patrick Melton og Marcus Dunstan, forfattere af de tidligere film, vendte tilbage for at skrive filmen. Charlie Clouser, der har komponeret filmmusikken til alle tidligere Saw film, vendte også tilbage til at komponere til denne film. Saw skaberne, James Wan og Leigh Whannell fungerede som executive producere.
Filmen fokuserer primært på de begivenheder, der førte op til at Detektiv Mark Hoffman blev lærling af Jigsaw Killer, samt hans bestræbelser på at forhindre andre i at lære sin hemmelighed.

## Handling
Seth Baxter (Joris Jarsky), en dømt morder løsladt fra fængslet efter fem år, vågner op lænket til et skrivebord under et et skarp svingende pendul. En besked på en videokassette meddeler ham, at han skal knuse sine hænder (ved at indsætte dem i to presser og trykke på en knap) for at forhindre pendulet fra skære ham i to stykker. Selv om han gør dette, bliver han dræbt af pendulet, hvilket indikerer, at fælden ikke er bygget af Jigsaw (Tobin Bell).